# Rudolf Wirz
Rudolf Wirz, švicarski rokometaš, * 28. januar 1918, † 5. november 1988.
Leta 1936 je na poletnih olimpijskih igrah v Berlinu v sestavi švicarske rokometne reprezentance osvojil bronasto olimpijsko medaljo.